# جورجي كفيلتايا
جورجي كفيلتايا (1 أكتوبر 1993 بأباشا في جورجيا - ) هو لاعب كرة قدم جورجي في مركز الهجوم. شارك مع منتخب جورجيا تحت 21 سنة لكرة القدم. أما مع النوادي، فقد لعب مع ديلا غوري وغيور تورنا أوزتالي ونادي دينامو تبليسي وFC Sasco Tbilisi ‏ وGyőri ETO FC II ‏.

## وصلات خارجية
- جورجي كفيلتايا على موقع الاتحاد الدولي (مؤرشف)  (الإنجليزية)
- جورجي كفيلتايا على موقع الاتحاد الأوربي (الإنجليزية)
- جورجي كفيلتايا على موقع قاعدة بيانات كرة القدم.إي يو (الإنجليزية)
- جورجي كفيلتايا على موقع ناشيونال فوتبول تيمز (الإنجليزية)
- جورجي كفيلتايا على موقع Soccerway.com (الإنجليزية)
- جورجي كفيلتايا على موقع عالم كرة القدم.نت (الإنجليزية)
- جورجي كفيلتايا على موقع AS.com (الإسبانية)